# 新疆生产建设兵团第一师十团
新疆生产建设兵团第一师十团是中华人民共和国新疆生产建设兵团第一师下辖的一个团，与新疆维吾尔自治区阿拉尔市昌安镇实行“团镇合一”的管理体制。

## 行政区划
新疆生产建设兵团第一师十团下辖以下单位：
团部、一连、二连、三连、四连、五连、六连、七连、八连、九连、十连、十一连、十二连、十三连、农二队、农三队、十四连、十五连、十六连、十七连、十八连和十九连。